# Выборы в Совет Безопасности ООН (2009)
Выборы в СБ ООН прошли 15 октября 2009 года на 64 ГА ООН в Штаб-квартире ООН.
Новыми непостоянными членами Совета безопасности ООН на 2 года избраны Габон, Нигерия, Ливан, Босния и Герцеговина и Бразилия. Свою работу в Совбезе они начали с 1 января 2010 года.

## Географическое распределение
В соответствии с правилами географического распределения из непостоянных членов Совета безопасности, а также сложившейся практикой, члены избирались следующим образом: два из Африки, по одному от Азии, одна из стран Латинской Америки и Карибского бассейна, и два из Западной Европы и других государств.
- Два из Африки
- Один из Азии
- Один из Восточной Европы
- Один из Латинской Америки и Карибского бассейна

## Избранные члены
Пять избранных членов после выборов 2009 года были:
- Африка: Габон и Нигерия заменили Буркина-Фасо и Ливию
- Азия: Ливан заменил Вьетнам
- Восточная Европа: Босния и Герцеговина заменила Хорватию
- Латинская Америка и Карибский бассейн: Бразилия заменил Коста-Рику

## Результаты
Все кандидаты победили не встретив сопротивления.
Официальные результаты были:
- Группа А - государства Африки и Азии (3 страны)
  - Нигерия 186
  - Габон 184
  - Ливан 180
  - Того 1
  - Сьерра-Леоне 1
  - Иран 1
  - Либерия 1
- Группа B - государства Восточной Европы (1 страна)
  - Босния и Герцеговина 183
    - 7 воздержавшихся
- Группа С - государства Латинской Америки и Карибского бассейна (один для избрания)
  - Бразилия 182
  - Венесуэла 1
    - 7 воздержавшихся